# 국방과학원
국방과학원(國防科學院)는 북한의 국방력 강화와 자주국방의 실현에 기
여토록 설립된 특수법인으로 군수공업부 산하의 기타공공기관이다.

## 업무
국방과학원은 미사일 개발을 핵심 분야로 신형무기 연구·개발과 북한의 재래식 무기 현대화 사업 등을 담당하는 것으로 알려졌다.

## 연혁
- 1964년: 민족보위성 산하 국방과학원 설립
- 1970년: '제2자연과학원'으로 변경 및 제2경제위원회 산하로 이동
- 2000년대: 조선노동당 군수공업부 산하로 이동
- 2014년: 국방과학원으로 재변경

## 순항 유도탄
2021년 북한 노동신문은 "국방과학원이 9월 11일과 9월 12일에 새로 개발한 장거리순항미사일 시험발사를 성공적으로 진행했다"고 보도했다.
이어 "미사일들은 비행궤도를 7,580초 비행한 뒤 1,500km 거리의 표적을 명중했다"며, 김정은 국무위원장이 직접 참관하지는 않았다고 설명했다.

## 극초음속 유도탄
조선중앙통신은 9월 29일 “국방과학원이 9월 28일 오전 자강도 룡림군 도양리에서 새로 개발한 극초음속 미사일 화성-8형 시험발사를 진행했다”고 보도했다. 이어 통신은 “첫 시험발사”라며 “국방과학자들은 능동 구간에서 미사일의 비행조종성과 안전성을 확증하고 분리된 극초음속 활공비행전투부의 유도 기동성과 활공비행 특성을 비롯한 기술적 지표들을 확증했다”고 설명했다.

## 역대 원장
- ? - 1964년 ~ ?
- 주규창 -  ? ~ 2009년
- 최춘식 - 2009년 ~ 2014년
- 장창하 - 2016년 ~ 현재

## 같이 보기
- 조선로동당
- 국방과학연구소(KDD)
- 영국 국방과학기술연구소(DSTL)
- 미국 해군 연구개발국(ONR)
- DARPA
- 국방연구개발기구
- 중산과학연구원

1. ↑  "北 무기개발기관 제2자연과학원, 국방과학원으로 개칭"
2. ↑  북한 "신형 장거리순항미사일 발사…1,500km 표적 명중"
3. ↑  北 "극초음속 미사일 화성-8형 시험 발사"